# Sext Apuleu (cònsol 29 aC)
Sext Apuleu (en llatí: Sextus Appuleius) va ser un magistrat romà del segle i aC. Formava part de la Gens Apuleia, una família romana d'origen plebeu i patrici.
Va ser cònsol l'any 29 aC. L'any següent va anar a Hispània com a procònsol i va obtenir els honors del triomf el 26 aC per victòries en aquest territori probablement contra els càntabres. El mencionen els Fasti.